# Grå orangelav
Grå orangelav (Caloplaca scotoplaca) är en lavart som först beskrevs av William Nylander och fick sitt nu gällande namn av Hugo Magnusson. 
Grå orangelav ingår i släktet orangelavar, och familjen Teloschistaceae. Enligt den finländska rödlistan är arten nära hotad i Finland. Arten är reproducerande i Sverige. Artens livsmiljö är klippor (inklusive flyttblock).